# ارل متکالفه
ارل متکالفه (انگلیسی: Earl Metcalfe; ۱۱ مارس ۱۸۸۹ – ۲۶ ژانویهٔ ۱۹۲۸) بازیگر اهل ایالات متحده آمریکا بود. وی بین سال‌های ۱۹۱۲ تا ۱۹۲۸ میلادی فعالیت می‌کرد.